# CRI 미들웨어
CRI 미들웨어(CRI Middleware, 株式会社CRIミドルウェア)는 비디오 게임 산업에 사용할 미들웨어를 제공하는 일본의 개발사이다. 90년대 초반부터 CRI는 비디오 게임 개발사였으나 2001년 방향을 틀었다.
CRI ADX 파일 포맷을 개발했다.

## 게임

### 개발한 게임
- 갤럭시 포스 2
- 산드~R